# 조인어스코리아
조인어스 코리아(JOINUS KOREA)는 대한민국 서울특별시 문화예술과에 등록된 비영리단체로 '조인어스월드'라는 다국어·다문화 지식교류 커뮤니티를 운영하고 있다. 사무국은 서울특별시 양천구 신정동 양천구청별관 해누리타운 8층에 위치해 있다.

조인어스 코리아에서 활동하는 29개 언어 재능활동가(국경없는 언어문화 지식교류활동가)를 가리켜 '조커'(JOKOER)라고 불린다.

## 연혁
- 2011.12 국가별 주한대사 릴레이 인터뷰 프로젝트 진행[1][2]
- 2012.05 서울시 문화예술과 비영리단체 등록
- 2013.03 여성가족부 지역다문화프로그램 운영 단체 지정
- 2013.04 서울시 공유단체 지정 (지식 및 재능 부문)[3]
- 2013.08 안전행정부 나눔포털 봉사기관 수요처 지정[4]
- 2013.08 다국어 다문화 지식교류 커뮤니티 웹사이트 베타서비스 오픈[5]

## 주요 사업
- 다국어·다문화 지식교류 커뮤니티 운영
- '국경없는 언어문화 지식교류 활동가' -조커(JOKOER) 양성
- 국제 지식교류 네트워크 구축 사업
- 사이버 국제 학문 교류 사업
- 지능형 다국어 정보검색 및 전문 정보 검색엔진 연구 개발(R&D)
- 한국 문화관광 지식정보 DB 구축
- 외국어 문화정보 서비스 산업 DB 구축